# Paquete de software
Un paquete de software es una serie de programas que se distribuyen conjuntamente. Algunas de las razones suelen ser que el funcionamiento de cada uno complementa lo que requieren otros, además de que sus objetivos están relacionados como estrategia de mercadotecnia.
Muchos sistemas operativos modernos emplean sistemas de gestión de paquetes que permiten que el administrador del sistema incorpore o desincorpore paquetes, sin que en ningún momento queden programas instalados que no funcionen por falta de otros incluidos en su paquete.
El sistema de gestión de paquetes usualmente también se ocupa de mantener las dependencias entre paquetes: si un paquete se recuesta en otro, el sistema se encarga de instalar este primero.
También encontramos paquetes de software en la distribución comercial de TV, ya que se suelen ofertar paquetes de software; o bien por ofrecer un precio menor del que costaría cada programa por separado o bien porque solo exista la oferta conjunta y única.